# Carl Schrøder
Carl Schrøder (4. februar 1907 i Bielitz, Østrig – 19. april 1964) var en dansk virksomhedsgrundlægger, direktør og civilingeniør, far til Henrik og Johan Schrøder
Han var søn af ingeniør Aage Schrøder (død 1953) og hustru Marie f. Jørgensen, blev student fra Ordrup Gymnasium 1925 og cand. polyt. 1933 fra Polyteknisk Læreanstalt. Han var ingeniør ved Søminevæsenets radiosektion 1933-36 og stiftede i 1935 ingeniørfirmaet Radiometer, Aagaard Nielsen & Schrøder sammen med Børge Aagaard Nielsen. Carl Schrøder var firmaets direktør til sin død.
Han var medstifter af A/S Wejra, Maskinfabrik, i 1947 og adm. direktør for dette selskab fra 1951 til 1957.
Carl Schrøder var desuden medlem af Akademiet for de Tekniske Videnskaber fra 1952 og fra 1944 medlem af bestyrelsen for Radioteknisk Forskningslaboratorium under dette; formand for Radioindustriens Patentforening 1948-56; medlem af bestyrelsen for exportsammenslutningen DEMA (Danish export-association for medical apparatus and appliances) 1949-56, af bestyrelsen for Foreningen af Fabrikanter i Jernindustrien i København, af forretningsudvalget for Jernindustriens Sammenslutning fra 1955 og af Industrirådet fra 1957. Han var formand i elektroteknikgruppen i Akademiet for de Tekniske videnskaber og blev medlem af Statens teknisk-videnskabelige forskningsråd 1960.
Han blev gift 22. december 1937 i Lyngby Kirke med Lise Briem Ottar (23. januar 1911 på Frederiksberg – 30. april 1967), datter af vicegymnastikinspektør O.A. Ottar og hustru Inger Marie f. Hansen.
Privat dyrkede han sejlsport og cellospil
Han er gengivet i et bronzerelief af Nellemann på Radiometer.